# Недопёсок (повесть)
«Недопёсок» — повесть советского писателя Юрия Коваля о побеге со зверофермы молодого песца по кличке Наполеон Третий. Одно из наиболее известных произведений писателя. Журнальный вариант был опубликован в журнале «Костёр» в 1974 году, отдельным изданием повесть вышла в 1975 году. Повесть неоднократно переиздавалась отдельно и в составе сборников, переведена на несколько иностранных языков. По повести снят художественный фильм, поставлен радиоспектакль, выпущен диафильм.
Повесть посвящена Белле Ахмадулиной. Арсений Тарковский назвал «Недопёска» «одной из лучших книг на земле». Владимир Бондаренко, озаглавивший свой очерк о Ковале «Недопёсок», писал, что «и сам Юра Коваль был тоже Недопёском, бежавшим от зла и людской пошлости в чистую сказовую форму».

## Сюжет
Действие происходит на протяжении нескольких дней накануне ноябрьских праздников.
Из-за оплошности работницы зверофермы Прасковьюшки, случайно оставившей открытой клетку, со зверофермы «Мшага» 2 ноября сбегает молодой песец по кличке Наполеон Третий, за которым следует песец под номером сто шестнадцать. Звери никогда не были на воле и через заснеженное поле устремляются в лес. Первую ночь они проводят в старой барсучьей норе. Тем временем директор зверофермы Некрасов пытается поймать песцов, сначала приглашая охотника Ноздрачёва, а затем пуская по следу более пожилого опытного песца Маркиза. Маркиз находит беглецов и заманивает их обратно к звероферме, однако они не возвращаются.
Оказавшись на шоссе, песцы чуть не попадают под машину, и Сто шестнадцатого ловит шофёр грузовика. Наполеон же, спасаясь от преследующих его мотоциклистов, оказывается в деревне Ковылкино. Там на него возле магазина лают дворняжки, и его берёт к себе плотник Меринов, решив, что это потерявшийся «английский шпиц». Наполеона поселяют в конуре Пальмы, собаки Мериновых, а наутро Вера привязывает его верёвкой, чтобы он не сбежал. Однако, когда все уходят, местные дворняжки снова начинают нападать на песца, а Пальма защищает его. На шум приходит гуляющий неподалёку дошкольник Лёша Серпокрылов, который разгоняет собачью свору и уводит Наполеона. Тот устремляется точно на север. Когда они пробегают мимо школы, Вера Меринова видит из окна Серпокрылова с Наполеоном. За деревней Серпокрылова нагоняет незнакомый мужчина, представляющийся дядей Мишей, который пытается отнять песца, чтобы сделать из его шкуры воротник для своей жены. На помощь дошкольнику приходит Вера Меринова со своим одноклассником Колей Калининым и учителем рисования Павлом Сергеевичем. Дядя Миша убегает, а Наполеона приводят в школу и сажают в пустую кроличью клетку. Серпокрылов дома ставит мышеловки и утром приходит покормить Наполеона.
Между тем директор школы Губернаторов посылает телефонограмму на звероферму и узнаёт, что песец сбежал оттуда и за его поимку назначена премия в двадцать рублей. Школьники, понимая, что песца могут забрать, не хотят отдавать Наполеона и, пока идут уроки, поручают Серпокрылову спрятать его в бане старика Карасёва. В школу приезжает директор Некрасов, который, узнав о том, что дети не хотят отдавать песца из-за опасения, что из него сделают воротник, заверяет школьников, что песца никто не тронет и они сами смогут ухаживать за ним на ферме. Успокоенные школьники рассказывают, где спрятан песец, однако Серпокрылов говорит, что песца всё равно надо оставить на свободе, потому что он стремится на полюс. Оказывается, что песца нет в бане, потому что Серпокрылов отпустил его. Два директора приказывают школьникам оцепить деревню, но песца уже не находят.
Вера, вернувшись домой, обнаруживает Наполеона у будки Пальмы. Она медлит, не зная, как поступить, однако видя, что Наполеон не стремится убежать, отводит его на верёвке к школе. Наполеона возвращают на звероферму. Директор Некрасов благодарит Веру, её ждёт премия, но при этом на душе у неё тяжело. Вечером она заходит к Серпокрылову, который лепит с отцом пельмени накануне праздника и говорит Вере, что Наполеон наверняка снова убежит. Повесть заканчивается словами о том, что ровно через месяц Наполеон, действительно, снова сбежал: «На этот раз он нигде не задерживался и наверняка добрался до Северного полюса».

## Действующие лица
- Наполеон Третий — молодой песец с «платиновым» мехом
- Прасковьюшка — работница зверофермы
- Некрасов (Пётр Ерофеевич) — директор зверофермы
- Сто Шестнадцатый — песец, сбежавший с Наполеоном, но быстро пойманный
- Маркиз — песец с той же зверофермы
- Филин — бригадир зверофермы
- Фрол Ноздрачёв — охотник с псом Давило
- Шамов — шофёр грузовика
- Меринов — плотник
- Мамаша Меринова (Клавдия Ефимовна) — жена плотника
- Вера Меринова — дочь плотника, второклассница
- Пальма — собака Мериновых
- Полтабуретка — скандальная дворняжка
- Лёша Серпокрылов — дошкольник
- Слесарь Серпокрылов — отец дошкольника
- Старик Карасёв
- Нефёдова — соседка Карасёва
- Губернаторов — директор школы
- Павел Сергеевич — учитель рисования
- Белов и Быкодоров — четвероклассники-хулиганы
- Коля Калинин — второклассник
- Миша Чашин — второклассник, хорошист
- Дядя Миша
- Техничка Амбарова

## История
Во время одной из поездок Юрий Коваль действительно посещал звероферму, где содержались песцы (сохранилась фотография, на которой писатель держит песца на руках). Рассказ об этой встрече так передавала Марина Москвина:
— А знаешь, как появился в моей жизни недопесок? — рассказывал мне Коваль. — Дело было в Новгородской губернии. Нас привели на звероферму. Там клетки — в них сидят песцы. Мои друзья: «Дайте, дайте Ковалю песца!» И мне дали Маркиза. Он корябался, вырывался, юркнул в дверь. И пошла история. Сама. Я еле успевал записывать.
Сам писатель в интервью говорил, что он приехал навестить своего друга Вадима, который работал на звероферме бригадиром. Фотограф Виктор Усков предложил сфотографировать Коваля с песцом на руках, после чего писатель выпустил зверя на землю.
Я этого песца бросил на землю, он стал бегать, а работницы его ловить. И тут я задал Ваде вопрос: «Что, бегут песцы-то?» — «Ну, бегут». — «И чего?» — «Ловим». — «И как вы ловите?». И разговор пошёл. Потом я уехал. Но как-то   всё это запало в голову и начало потихонечку зреть, зреть. И я в голове себе всё это представил: что с песцом происходит, как это должно быть. Я точно знал пейзаж, предельно точно знал людей, эти деревни знал. И вещь получилась.
По словам самого автора, он писал «Недопёска» восемь лет. Валерий Воскобойников вспоминал, что когда он стал заведующим отделом прозы в ленинградском детском журнале «Костёр», он в первые дни нашёл среди писем с отказами письмо, в котором говорилось: «Уважаемый Юрий Иосифович. Благодарим вас за внимание к нашему журналу, но, к сожалению, вашу повесть „Недопёсок“ мы опубликовать не можем, потому что нам нужны произведения на школьно-пионерскую тему». На вопрос к автору отказа, почему эта повесть не подходит для журнала, Воскобойников получил ответ: «Потому что она привлечёт внимание всех, а там есть такие аллюзии!..» Тем не менее, повесть при поддержке главного редактора журнала Святослава Сахарнова в 1974 году была напечатана в «Костре». В том же году отрывки из повести появились в «Мурзилке».
В 1975 году при публикации отдельным изданием, однако, вновь возникли проблемы. По воспоминаниям самого Коваля, «„Недопёсок“ выходил очень тяжело, один из главных зам главного редактора „Детгиза“ Борис Исакыч Камир пришел в ужас. (…) Говорит: Это что, для дошкольников? Ему сказали: Да, по дошкольной редакции. Он пришел в полный ужас и книгу снял. Уже с рисунками Калиновского». По мнению Камира, в книге были «сплошные намеки», в том числе на Константина Симонова (у которого есть герой по фамилии Серпилин, тогда как в повести фигурирует Серпокрылов). Слово «генералиссимус» применительно к воображаемому званию дошкольника было вычеркнуто с самого начала. Претензии вызвал и сам образ убегающего недопёска:
Он говорит: Юрий Осич, я же понимаю, на что вы намекаете. Я говорю: На что?.. Искренне. Я говорю: Я не понимаю на что. Он, конечно, стремится к свободе, на Северный полюс. Это же естественно. И я, скажем, свободолюбивый человек Он говорит: Но вы же не убежали в Израиль. Я говорю: Но я не еврей. Он: Как это вы не еврей? Я говорю: Так, не еврей.
Когда Коваль рассказал о снятии повести своему отцу, полковнику Иосифу Ковалю, тот лично встретился с Камиром и побеседовал с ним, после чего книга была издана (с рисунками Калиновского). Она была переиздана в 1979 году, впоследствии неоднократно переиздавалась как отдельным изданием, так и входила в сборники писателя «Поздним вечером ранней весной», «Листобой» и многие другие.
В конце 2018 года повесть была переиздана Издательским проектом «А и Б» с новыми иллюстрациями Евгении Двоскиной и обширный комментарием, составленным литературоведами Олегом Лекмановым, Романом Лейбовым и издателем Ильёй Бернштейном.

## Отзывы
Вскоре после выхода книги её попросил почитать у автора Андрей Битов, который по прочтении передал её Татьяне Тарковской, а она — Арсению Тарковскому, который, «прочтя книжку, пришел в бешеный восторг. Он меня целовал, обнимал всячески, трогал мою руку и говорил всем встречным-поперечным, которые ничего не понимали: Это Юра Коваль. Он „Недопёска“ написал. Вы знаете, что такое недопёсок?». 
Восторженно восприняла повесть и Белла Ахмадулина: «Она сошла слегка с ума на этой почве. Она даже разговаривала голосом недопёска. То есть у нее был особый голос такой, она говорит: Вы понимаете, каким голосом я с вами разговариваю? Я говорю: Каким? Говорит: Это голос недопёска». На экземпляре книги, которую Ахмадулина попросила автора подарить дочери Льва Ошанина, она написала «Недопёсок — это я».
Лев Лосев в диссертации «Эзопов язык в русской литературе (современный период)», написанной в 1981 году, посвящает повести раздел «Природный сюжет — парабола», отмечая, что «Недопёсок» является редким исключением, который можно отнести к данному жанру. Он называет повесть «образцовым анималистическим произведением, с той же изрядной долей антропоморфизма, что и у Чехова, и Толстого, и Джека Лондона, Сетон-Томпсона, Колетт». Лосев особо отмечает «мотив кормушки, проведённый через все повествование»: кормушка выступает и как «как центр жизненных устремлений животных», и как метафору, означающую «выгодную службу, синекуру, часто работу идеологического плана, выполняемую непосредственно в государственном аппарате». Он также указывает на то, что, несмотря на ассоциацию со «Зверофермой» Оруэлла, «по существу, сходства между этими произведениями нет», поскольку «Звероферма» — это гротеск, тогда как «Недопёсок» — «именно эзоповское произведение в нашем понимании в силу своей неотъемлемой двуплановости, одновременно и притча, и психологическая повесть».
В более курьёзном ключе Владимир Бондаренко описывает бытовавшее примитивное толкование повести Юрия Коваля как своеобразной скрытой диссидентской прозы («фиги в кармане»), изложенной эзоповым языком. Якобы под видом недопёска автор вывел своеобразного «вечного жида», еврея, многократно пытаяющегося убежать в Израиль и постоянно отлавливаемого советскими спецслужбами. «Что мешало незадолго до смерти, уже в 1995 году и Ковалю подыграть Демократии, выдать своего знаменитого Недопёска за жертву советского режима, убегающую на Запад? Или за еврея-отказника? Не пожелал. Ибо его герой — на все времена. Это уже детская классика».

## Иллюстрации
Главы «Недопёска» в «Мурзилке» были проиллюстрированы Ю. Молокановым. В «Костре» повесть опубликована с рисунками Татьяны Капустиной. Первое книжное издание вышло с иллюстрациями Геннадия Калиновского.
В 1994 году вышло отдельное издание повести с рисунками Дмитрия Трубина. Художник был удостоен за эту работу ряда наград: диплома III степени XXXIV Всероссийского конкурса «Искусство книги» и почетного диплома Международной премии Х. К. Андерсена за 1996 год.

## Переводы
В 1970—80-е годы повесть была переведена на венгерский (Apróka), датский (Polarræv Napoleon den 3), молдавский (Пуюл де вулпе), немецкий (Polarfuchs Napoleon III, Der kleine Polarfuchs), польский (Uciekł Napoleon Trzeci), украинский (Недопесок), финский (Napakettu Napoleon Kolmas), чешский (Lišák běží k severu), шведский (Polarräven Napoleon III) языки. По-немецки вышло два перевода разных переводчиков; ряд переводов был сделан именно с немецкого издания.
Сам Коваль говорил о своих переводах так:
Мне трудно судить об адекватности перевода. Судить можно только об успехе книги. Больше никак. Вот у меня в Германии был великий переводчик. Он перевёл четыре книги, и все четыре имели успех. Наибольший — «Недопёсок». Был такой момент, когда в журнале «Штерн» печаталось: «Кто первый из писателей?» Из русских: «Кто?» Читаю: Юрий Коваль. Потом — Лео Толстой. Второй!
Фрагмент повести в переводе Норы Фаворов на английский язык (The Little Silver Fox) был опубликован в 2008 году в 1-м выпуске альманаха Чтения / Chtenia, литературного приложения к журналу Russian Life.

## Адаптации
В 1976 году появился диафильм по повести в двух частях; художником диафильма стал Григорий Сояшников.
В 1978 году на экраны вышел цветной художественный фильм Эдуарда Бочарова «Недопёсок Наполеон III», в котором Коваль выступил как автор нескольких песен.
В 1982 году был поставлен радиоспектакль «Недопесок Наполеон III-й», в котором в роли ведущего выступил Николай Литвинов, а Юрий Коваль был соведущим. В ролях были задействованы Вячеслав Невинный (Некрасов), Татьяна Пельтцер (Прасковьюшка), Готлиб Ронинсон (Шамов), Лев Любецкий (Плотник), Зинаида Андреева (Вера), Агарь Власова (Лёшка Серпокрылов), Борис Новиков (Дядя Миша) и др..
В 2016 году спектакль «Недопёсок Наполеон III» был поставлен в петербургском театре «Суббота». В 2024 году спектакль «Недопëсок Наполеон III» был поставлен в камерном литературном театре На Первой Линии (режиссёр Юрий Поринец).
По мотивам повести проводятся квесты для детей, её сюжет стал основой для настольной игры.